# San Miguelito (huyện)
Huyện San Miguelito là một huyện (distrito) thuộc tỉnh Panamá ở Panama. Theo điều tra dân số năm 2000, huyện này có dân số 293745 người. Huyện San Miguelito có diện tích 50 km². Huyện lỵ đóng tại Belisario Porras.